# Nasztázia
A Nasztázia női név az Anasztázia orosz rövidülése.

## Rokon nevek
Anasztázia, Neszta

## Gyakorisága
Az újszülötteknek adott nevek körében az 1990-es években szórványos volt. A 2000-es és a 2010-es években sem szerepelt a 100 leggyakrabban adott női név között.
A teljes népességre vonatkozóan a Nasztázia sem a 2000-es, sem a 2010-es években nem szerepelt a 100 leggyakrabban viselt női név között.

## Névnapok
március 10., április 17., december 25.

## Híres Nasztáziák
- Nastassja Kinski, német színésznő